# Alt dels Bandolers
L'Alt dels Bandolers és una petita cadena de muntanyes de poca elevació que es troba a la comarca històrica de la Costera de Ranes, entre l'enclavament de Realenc de la Plana al municipi de Xàtiva i el terme municipal de Llanera de Ranes. L'Alt dels Bandolers és travessat per la carretera d'Alcúdia de Crespins a Enguera, emplaçament on hi havia l'antiga venta dels Bandolers.
En el mateix municipi de la Llanera, es conserven encara dos petits enclavaments anomenats “Canyada dels Bandolers“ i "Alt dels Bandolers", ambdós amb una extensió d'1,56 hectàrees.